# Ивановский, Георгий Фёдорович
Гео́ргий Фёдорович Ивано́вский (13 декабря 1919 года, село Заручевье, Тверская губерния — 7 августа 1998 год, Москва) — советский государственный деятель, нефтехимик. Занимал должности заместителя министра нефтеперерабатывающей и нефтехимической промышленности СССР (1965—1973), заместителя председателя Госснаба СССР(1973-1987).

## Образование
- Уфимский нефтяной институт (1964), инженер-технолог.

## Изобретения и открытия
Внес весомый вклад в развитие нефтеперерабатывающей и нефтехимической промышленности страны. Под его руководством внедрены схема трехступенчатой депарафинизации, способ получения вазелина, непрерывный способ получения нейтрализованного чёрного контакта.
Имеет 6 авторских свидетельств на изобретения.

## Трудовая биография
- С 1938 г. — в тресте «Башнефть»: старший механик, начальник технического отдела газокомпрессорного хозяйства, начальник ряда цехов, начальник газолинового цеха объединенного завода № 411 (город Ишимбай);
- с 1952 г. — 1965 г.  — на Новоуфимском нефтеперерабатывающем заводе: начальник цеха, начальник управления маслоблока завода, секретарь парткома, в 1957—1965 гг. — директор;
- с 1965 г. — 1973 г. — заместитель министра нефтеперерабатывающей и нефтехимической промышленности СССР;
- с 1973 г. — 1987 г. — заместитель председателя Государственного комитета Совета Министров СССР по материально-техническому снабжению (Госснаба СССР).

## Награды
- орден Ленина (1966)
- орден Октябрьской Революции
- орден Трудового Красного Знамени (14.12.1979)
- медали